# IC 3715
IC 3715 ist eine Spiralgalaxie vom Hubble-Typ S? im Sternbild Haar der Berenike. Sie ist schätzungsweise 297 Millionen Lichtjahre von der Milchstraße entfernt. Vom Sonnensystem aus entfernt sich das Objekt mit einer errechneten Radialgeschwindigkeit von näherungsweise 6.700 Kilometern pro Sekunde.
Im selben Himmelsareal befinden sich unter anderem die Galaxien NGC 4635, PGC 1624732, PGC 1628910.
Das Objekt wurde am 27. Januar 1904 von Max Wolf entdeckt.